# Anpartsselskab
Die Anpartsselskab (ˈænpʰɑtsselˌskɛˀp) (ApS) ist eine dänische Rechtsform, in etwa vergleichbar mit der deutschen GmbH und neben der Aktieselskab die meist genutzte Gesellschaftsform in Dänemark.
Für die Gründung einer ApS ist ein Mindeststammkapital von 40.000 dänischen Kronen (DKK) (entspricht 5.362 EUR, Wechselkurs vom 
12. Juni 2025), sowie eine vollständige Mindesteinzahlung des Stammkapitals nötig (bar oder durch geprüfte Sachleistungen; § 27 Abs. 3 & § 3 Abs. 1 Selskabsloven).

## Gründungsprozess
Gegründet wird die Gesellschaft durch Unterzeichnung einer einfachen Gründungsurkunde. Eine notarielle Beglaubigung ist nicht erforderlich. Anschließend muss die neue Gesellschaft bei der „Agentur für Handel und Unternehmen“ („Erhvervs- og Selskabsstyrelsen“) registriert werden. Rechtskräftig wird die Gründung mit Zuteilung der „CVR-Nummer“ (CVR = Centrale Virksomhedsregister) durch die Agentur.

## Gründungsaufwand
- Dauer: ca. ein bis zwei Wochen.
- Kosten: Anmeldung im dänischen Handelsregister

## Anschließender Verwaltungsaufwand
- Jährliche Erstellung eines Geschäftsberichts („financial statements“) durch einen staatlich zugelassenen Buchhalter.
- Veröffentlichung durch die „Agentur für Handel und Unternehmen“.[3]